# Tina Di Lorenzo

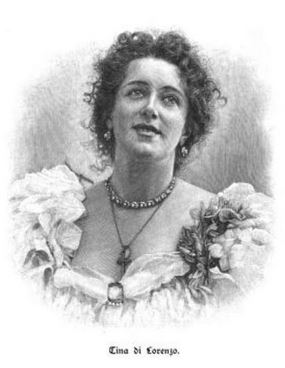
Tina Di Lorenzo

Concetta Carolina Amelia Di Lorenzo genannt Concettina Di Lorenzo und bekannt als Tina Di Lorenzo (* 4. Dezember 1872 in Turin als ; † 25. März 1930 in Mailand) war eine italienische Schauspielerin und Stummfilmdarstellerin.

## Leben
Sie wurde in Turin als Tochter des Marquis Corrado Di Lorenzo di Castelluccio und der Schauspielerin Amelia Colonnello geboren. Ihre Eltern stammten beide aus Sizilien. Schon mit 13 Jahren betrat sie die Bühne als Schauspielerin unter dem Künstlernamen Tina Di Lorenzo. Sie spielte in der Truppe von Francesco Pasta 1890–1891 und schloss sich nach mehreren Reisen 1897 der Truppe von Flavio Andò an, bei der sie bis 1905 verblieb. Danach erhielt sie ein Engagement bei der „Compagnia Stabile del Teatro Manzoni“ in Mailand. Sie spielte auch in mehreren italienischen Stummfilmen mit, so in „La scintilla“ (1915), „La bella Mamma“ (1915) und „La gorgona“ (1916). Tina Di Lorenzo heiratete 1901 ihren Vetter und Schauspieler-Kollegen Armando Falconi. Ihr gemeinsamer Sohn Dino Falconi wurde Drehbuchautor und Filmregisseur. 1918 zog sie sich von der Bühne zurück und kehrte nur 1926 zurück für einen Auftritt in Rom am Teatro Drammatico Nazionale. Sie starb im Alter von 57 Jahren und wurde auf dem Cimitero Monumentale di Milano begraben. Ein Theater in Noto wurde nach ihr benannt.